# XYZマーダーズ
『XYZマーダーズ』（原題: Crimewave）は、1985年のアメリカ映画。

## ストーリー
厳重警備で固められた刑務所で、今まさに死刑執行を待つ凶悪な大量殺人鬼ビック。電気椅子の上から彼は叫ぶ「僕は無実だ!」。それはまさに悪夢の体験だった。警備会社の気弱な社員である彼は、運命の恋人と信じるナンシーを追いかけるうち、経営トラブルから警備会社の社長殺害を目論む共同経営者が放ったズッコケ殺し屋コンビと遭遇。勘違いでナンシーを誘拐した2人組を追跡し、町中を震撼させる大騒動を巻き起こしていく。

## キャスト
| 役名         | 俳優                       | 日本語吹替                                  |
| 役名         | 俳優                       | 読売テレビ版                                |
| ------------ | -------------------------- | ------------------------------------------- |
| ヴィック     | リード・バーニー           | 田中秀幸                                    |
| ナンシー     | シェリー・J・ウィルソン    | 山田栄子                                    |
| ファロン     | ポール・L・スミス          | 細井重之                                    |
| アーサー     | ブライオン・ジェームズ     | 仲木隆司                                    |
| ヘレン       | ルイーズ・ラサー           | 片岡富枝                                    |
| トレンド     | エドワード・R・プレスマン  | 山野史人                                    |
| レナルド     | ブルース・キャンベル       | 千田光男                                    |
| オーデガード | ハミド・デイナ             | 堀之紀                                      |
| ヤーマン     | ジョン・ハーディ           | 峰恵研                                      |
| ブレナン     | リチャード・ブライト       |                                             |
| 尼僧         | フランシス・マクドーマンド |                                             |
| 盲目の男     | アントニオ・ファーガス     |                                             |
| ウェイター   | テッド・ライミ             |                                             |
|              |                            |                                             |
| 演出         |                            | 長野武二郎                                  |
| 翻訳         |                            | 和島陽子                                    |
| 制作         |                            | コスモプロモーション                        |
| 初回放送     |                            | 1989年5月7日 『CINEMAだいすき!』 DVD&BD収録 |

## スタッフ
- 監督：サム・ライミ
- 脚本：サム・ライミ、ジョエル・コーエン、イーサン・コーエン
- 共同製作：ブルース・キャンベル